# اسماعیل اورتوبی
اسماعیل اورتوبی (انگلیسی: Ismael Urtubi؛ زادهٔ ۲۴ مهٔ ۱۹۶۱) بازیکن فوتبال اهل اسپانیا است.
از باشگاه‌هایی که در آن بازی کرده‌است می‌توان به باشگاه فوتبال اتلتیک بیلبائو، باشگاه ورزشی رئال مایورکا، و باشگاه فوتبال اتلتیک بیلبائو بی اشاره کرد.
وی همچنین در تیم ملی فوتبال اسپانیا بازی کرده‌است.